# Osiedle Teatralne
Osiedle Teatralne – zabytkowe osiedle w Krakowie, w dzielnicy XVIII, jedno z osiedli starszej części Nowej Huty, niestanowiące jednostki pomocniczej niższego rzędu w ramach dzielnicy. Zbudowane zostało w latach 1950–1953.
Na terenie osiedla znajduje się Teatr Ludowy, od którego osiedle wzięło swą nazwę. Jest on jednym z najmłodszych teatrów w Krakowie zbudowanym w latach 1954–1955. Otwarty został 3 grudnia 1955 roku, a pierwszą premierą byli Krakowiacy i Górale (stąd nazwa osiedli po przeciwnej stronie ulicy) Wojciecha Bogusławskiego.
Na terenie osiedla znajduje się również dawne kino „Świt”, które obecnie służy jako sklep spożywczy, kawiarnia, itp. 1 maja 2006 rozpoczął się w nim pierwszy „Świt Festiwal”, będący próbą ponownego uczynienia z opuszczonego kina miejsca kultowego – tym razem zajmującego się również przeglądem twórczości niezależnej. Kino w latach 2012–2013 przeszło gruntowny remont.
Na wschodnim krańcu osiedla stoi Krzyż Nowohucki upamiętniający stłumienie demonstracji 27 kwietnia 1960 roku, tłumu opowiadającego się za wybudowaniem na tym nowohuckim osiedlu kościoła zamiast szkoły. Kościół Najświętszego Serca Pana Jezusa (ul. Ludźmierska) rozpoczęto budować w 1996 roku. Jesienią 2007 roku na miejscu starego Krzyża postawiono Pomnik Krzyża Nowohuckiego.

## Inne obiekty
- os. Teatralne 33 – XI Liceum Ogólnokształcące im. Marii Dąbrowskiej w Krakowie
- os. Teatralne 35 – Zespół Szkół Ogólnokształcących Sportowych nr 2 i I Liceum Ogólnokształcące Sportowe.
- os. Teatralne 25 – Biblioteka Kraków – Filia 55
- os. Teatralne 8 – siedziba oddziału ZUSu, budynek był siedzibą Komitetu Dzielnicowego PZPR

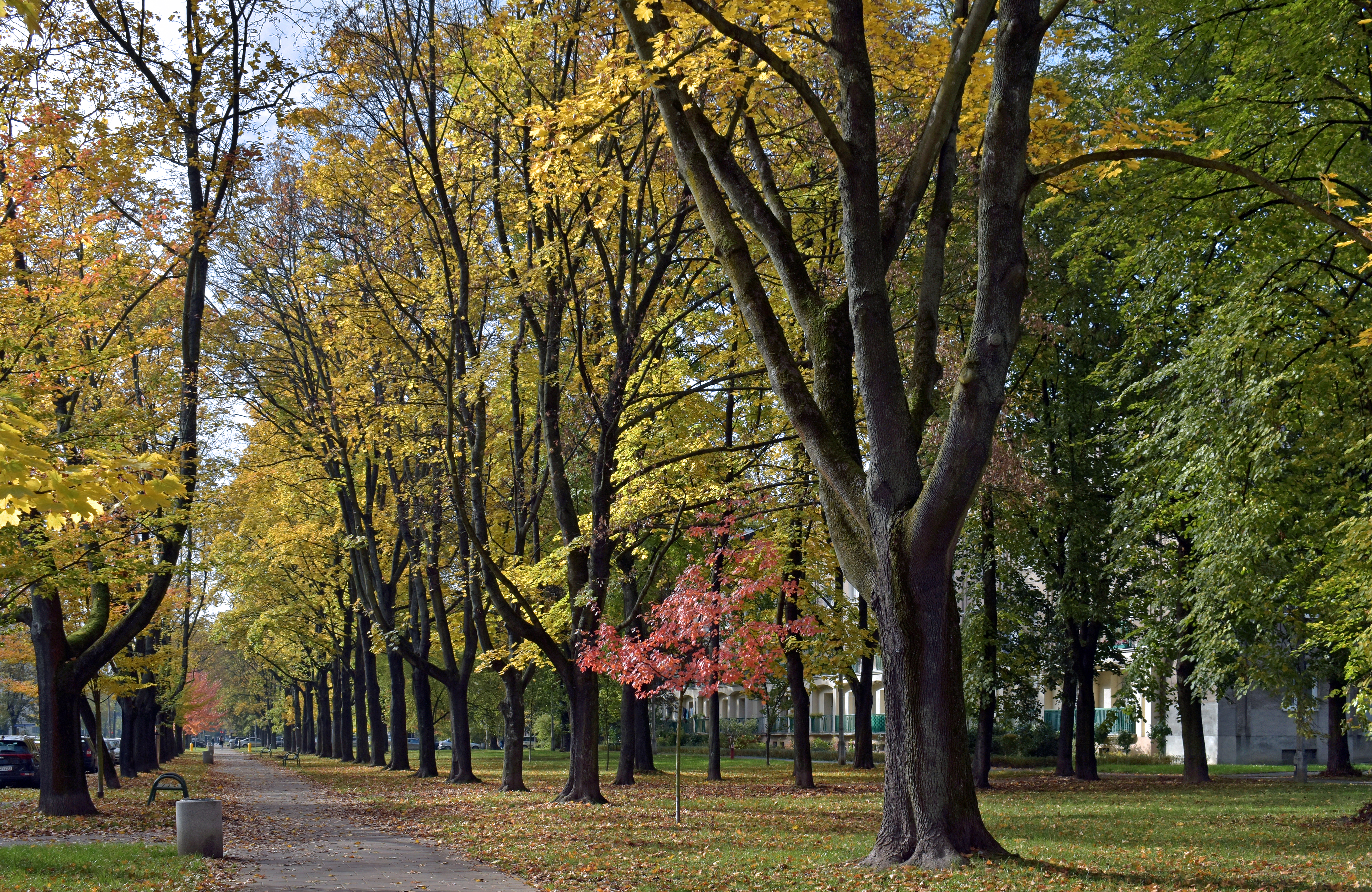
Wschodnia część osiedla (os. Teatralne 18)
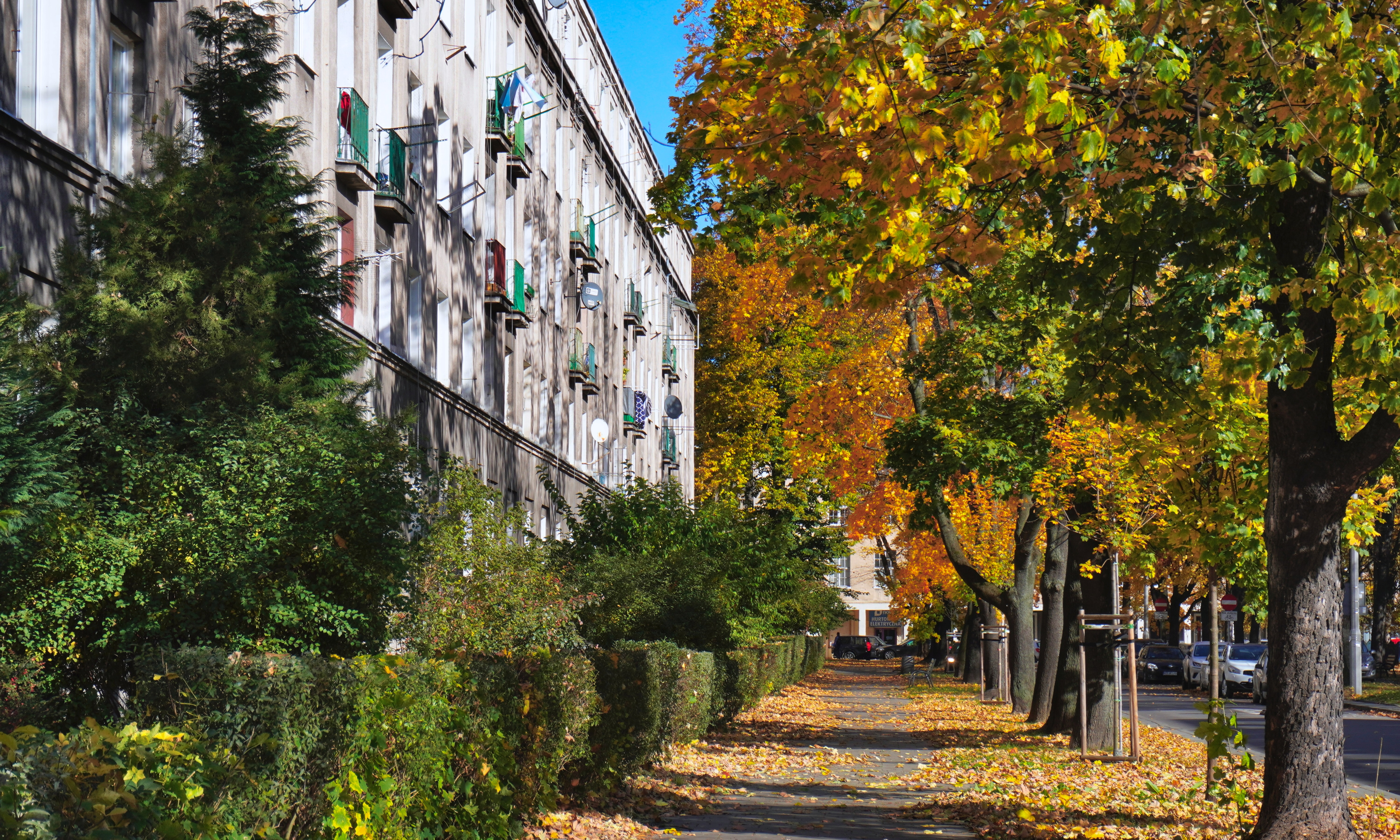
Zabudowa wzdłuż ul. Czuchajowskiego (os. Teatralne 2)
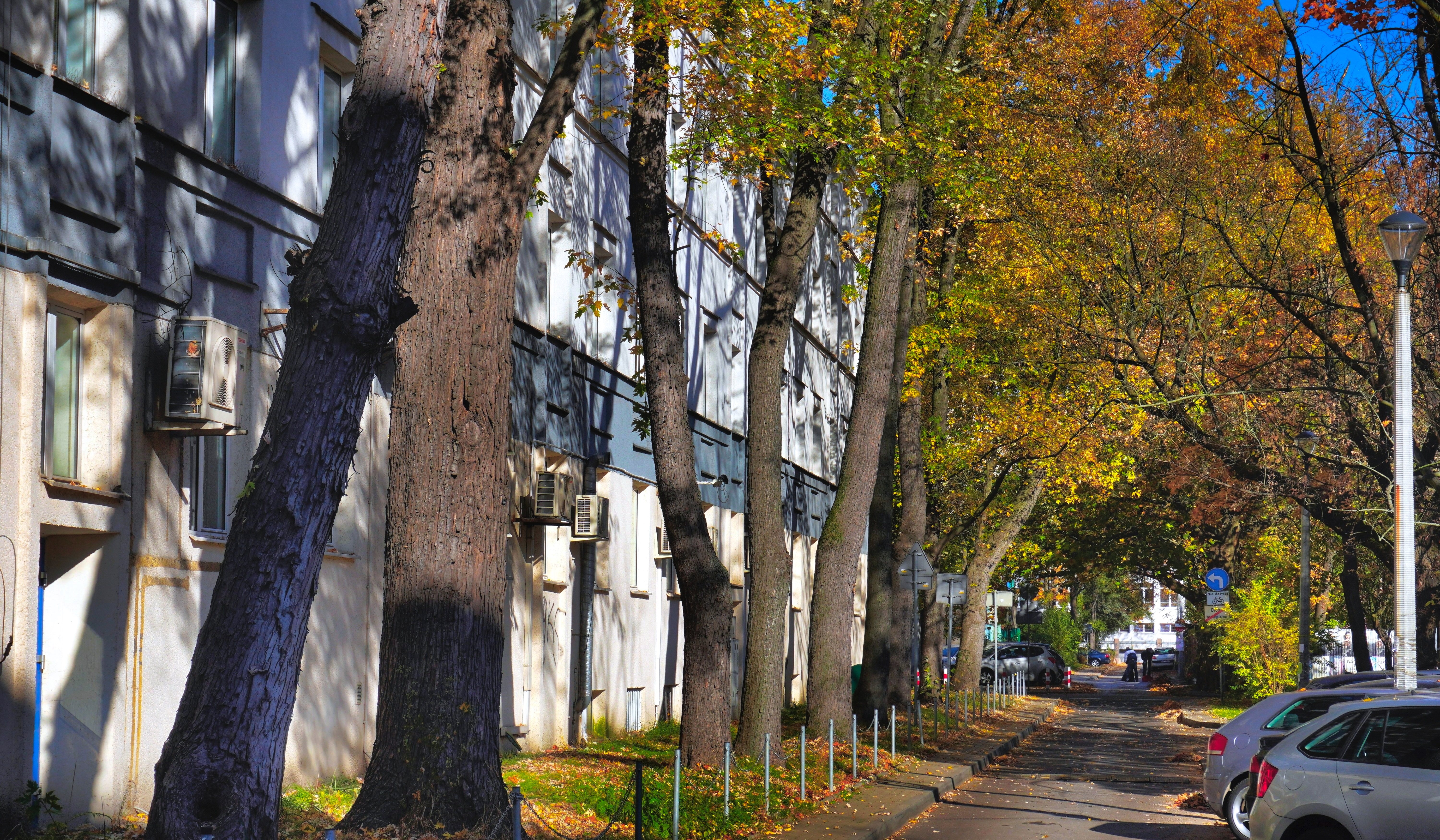
Wnętrze osiedla (os. Teatralne 9)
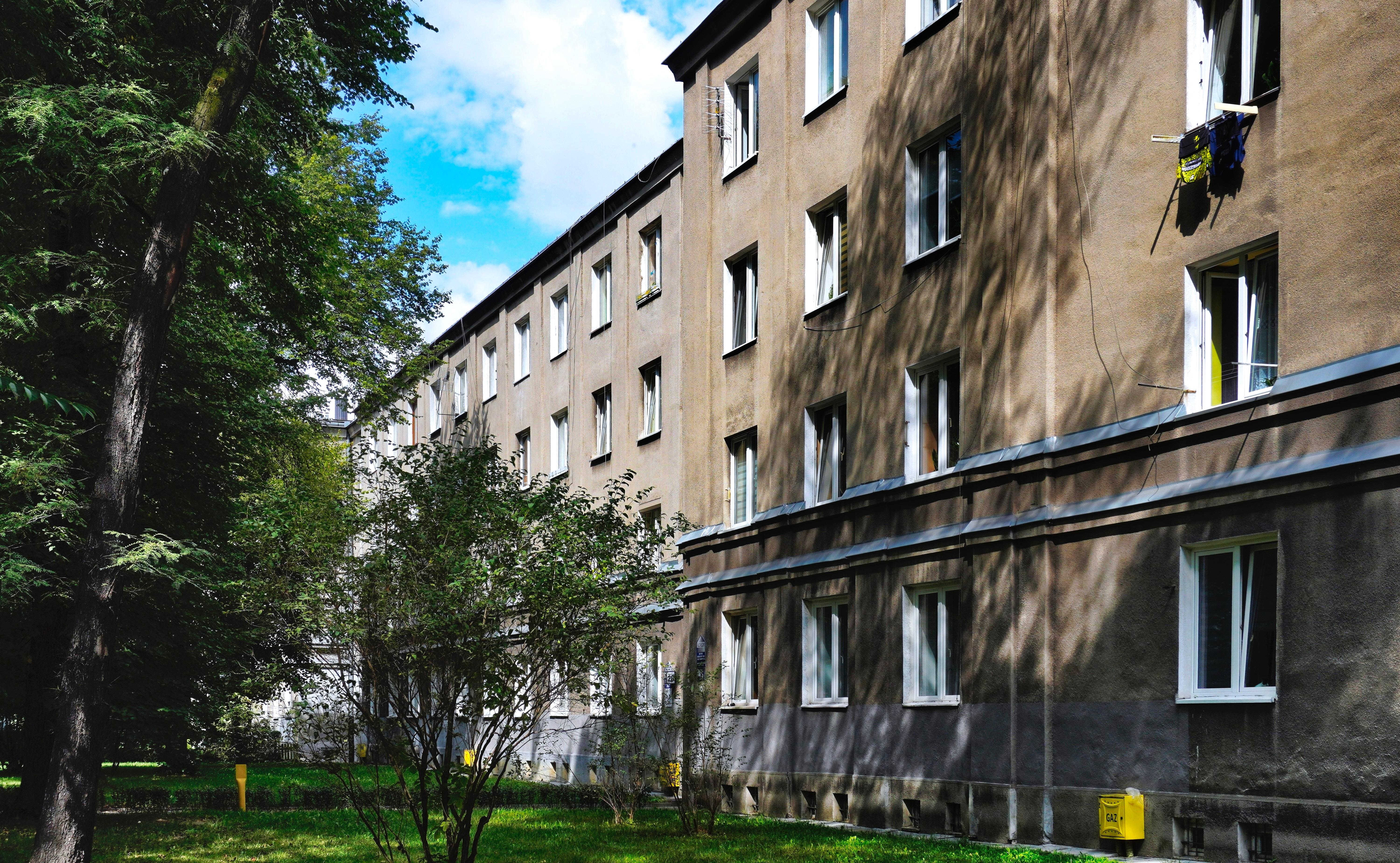
Wnętrze osiedla (os. Teatralne 25 i 26)
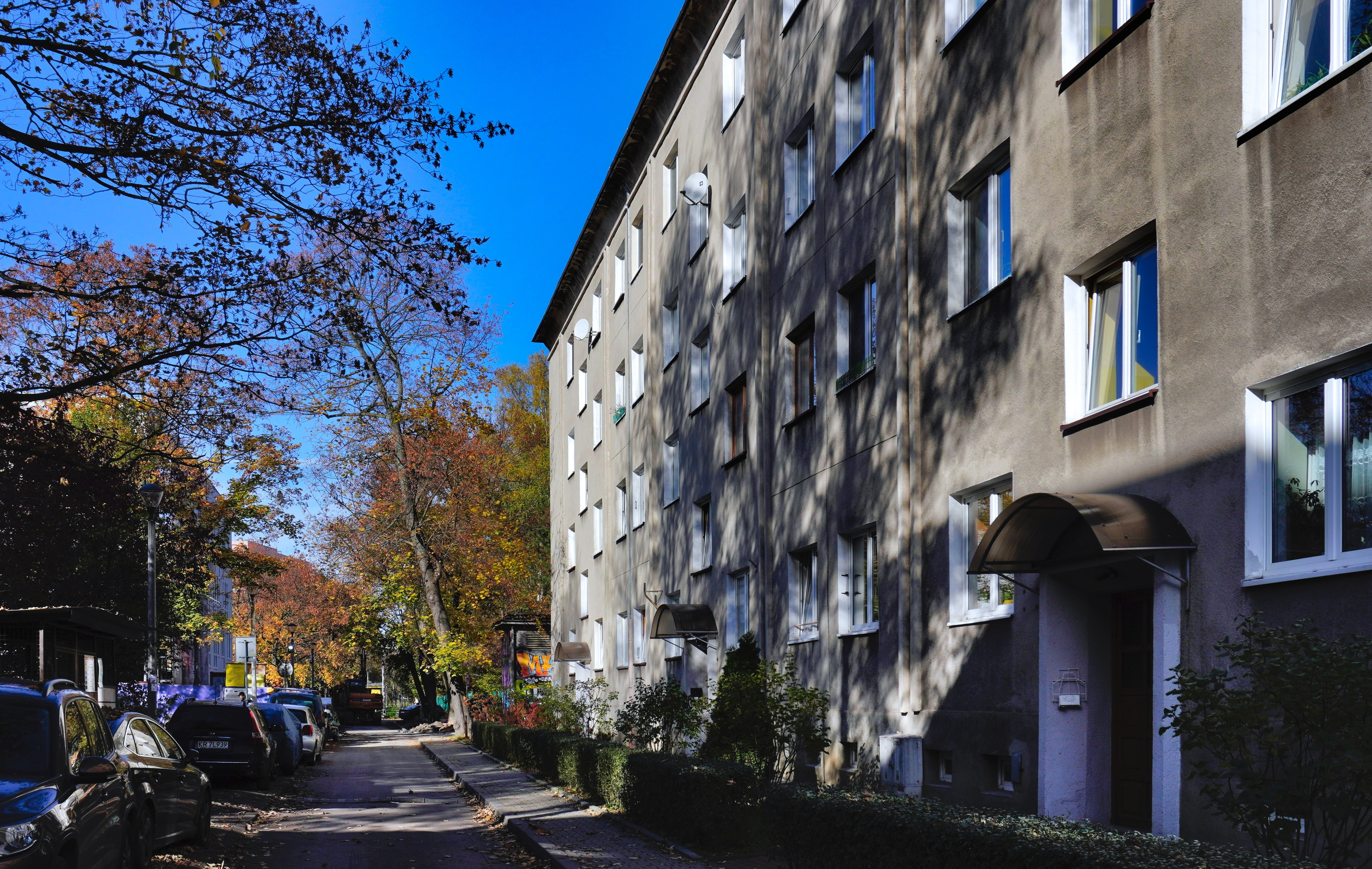
Wnętrze osiedla (os. Teatralne 21)
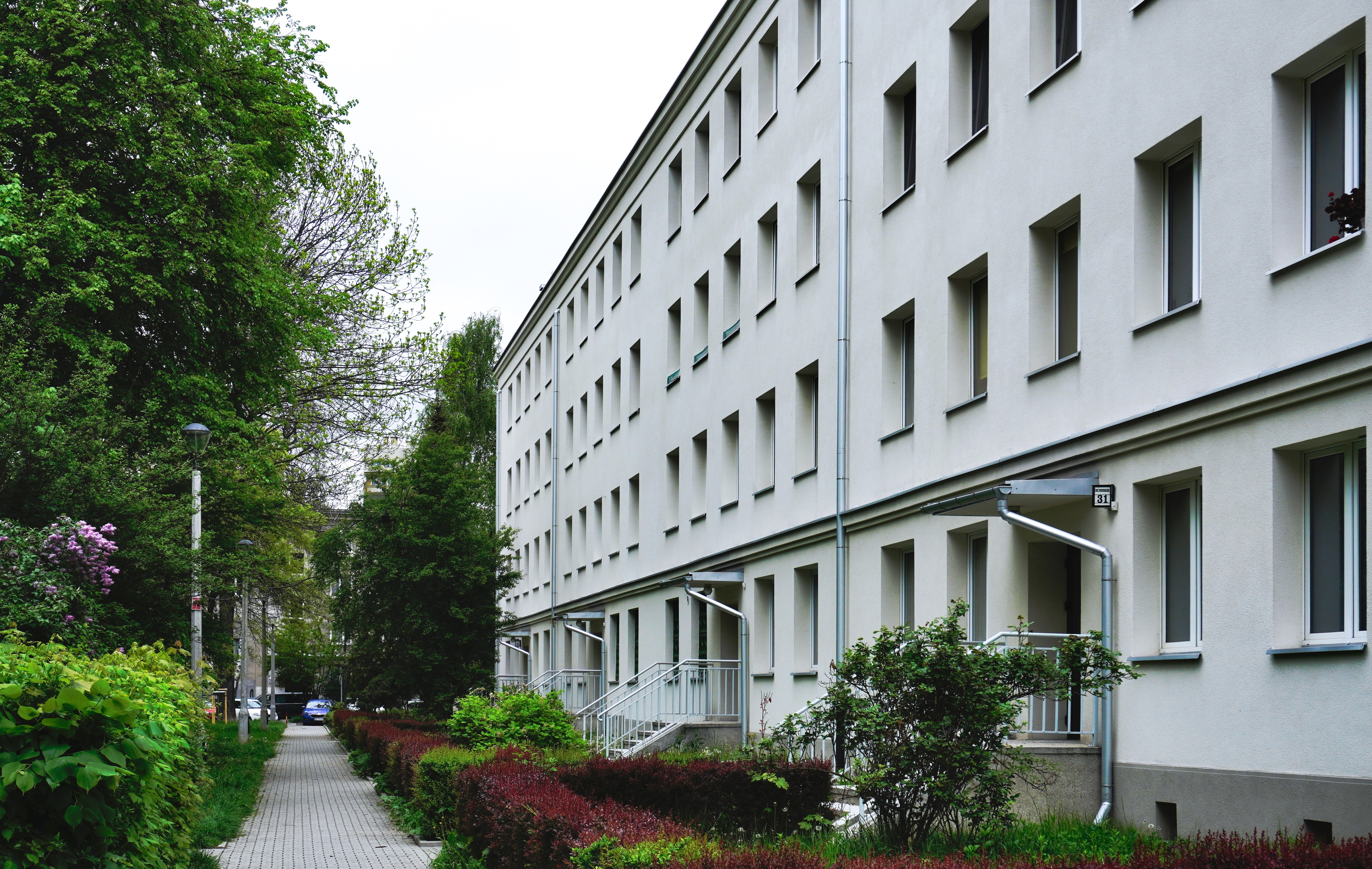
Wnętrze osiedla (os. Teatralne 31)
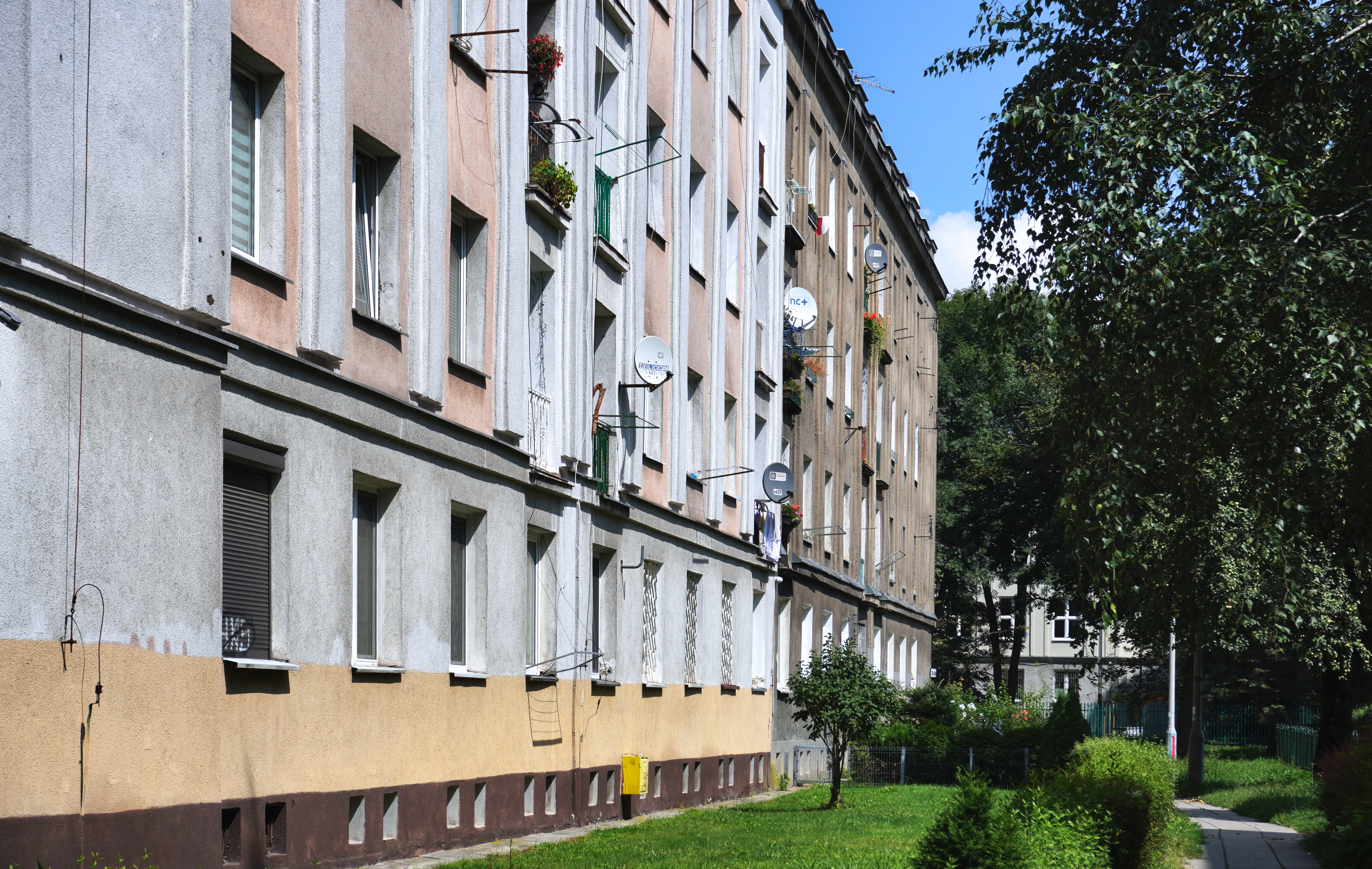
Wnętrze osiedla (os. Teatralne 30A i 30)
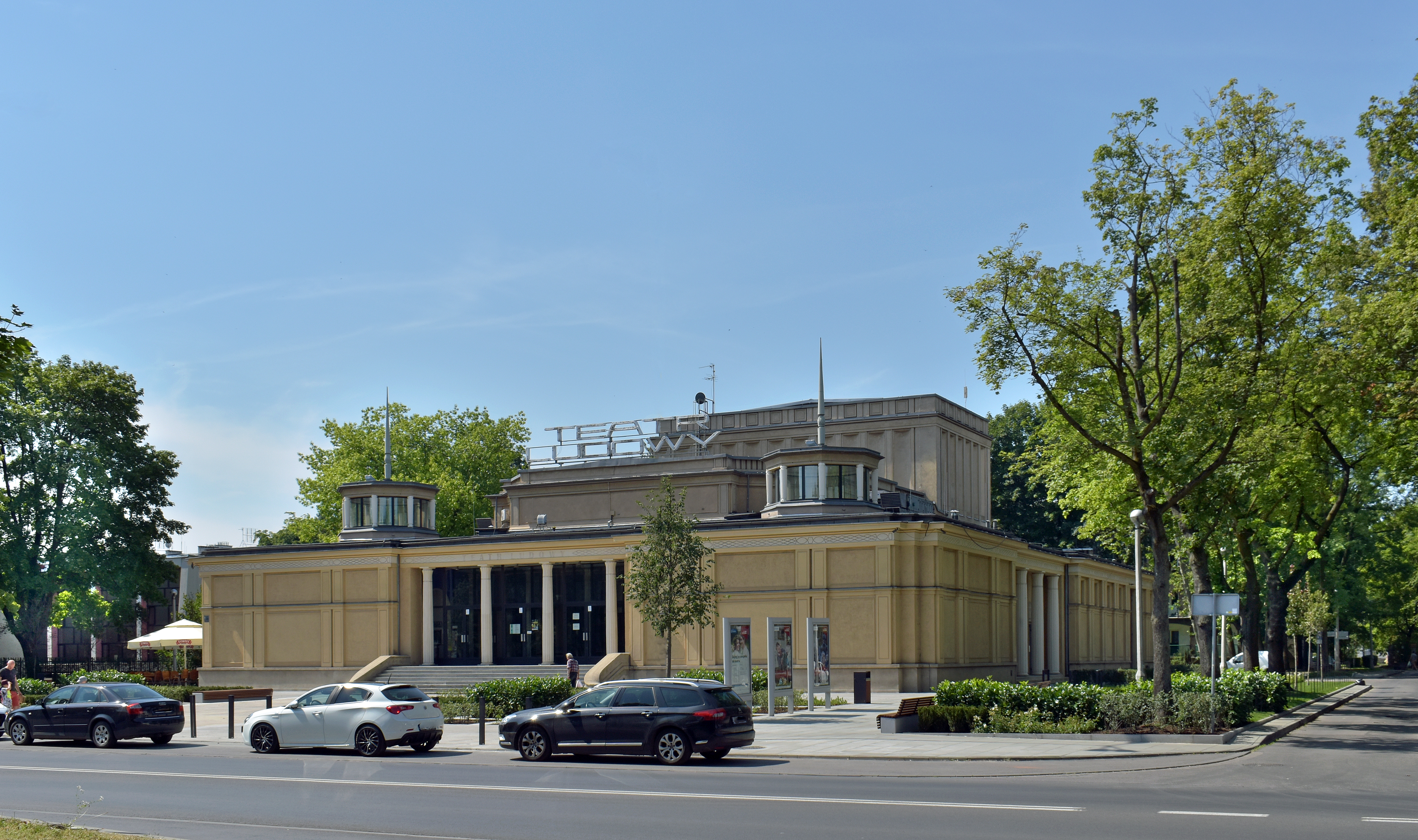
os. Teatralne 34 Teatr Ludowy
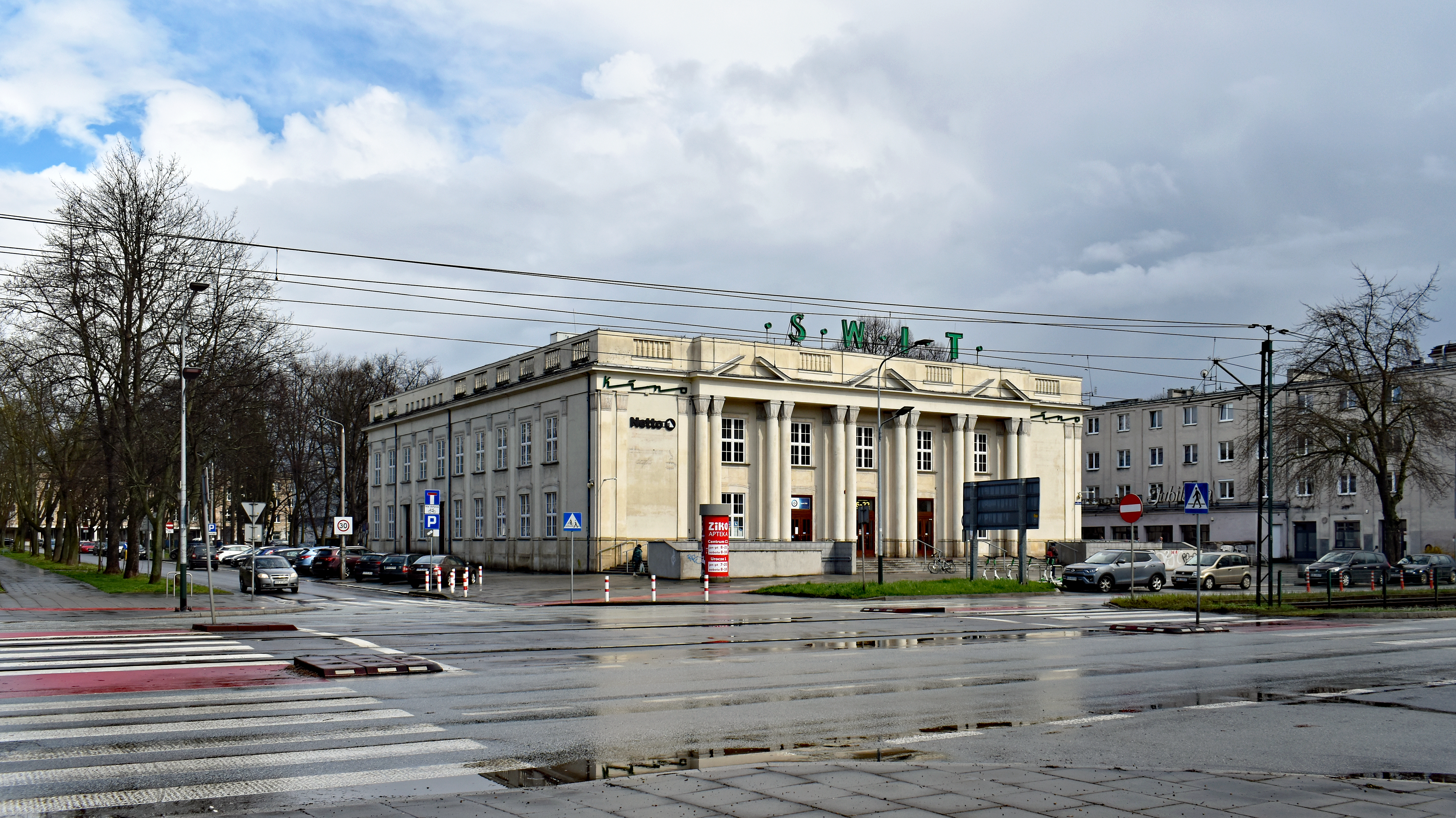
os. Teatralne 10 Budynek kina „Świt” po prawej dawna restauracja „Jubilatka”
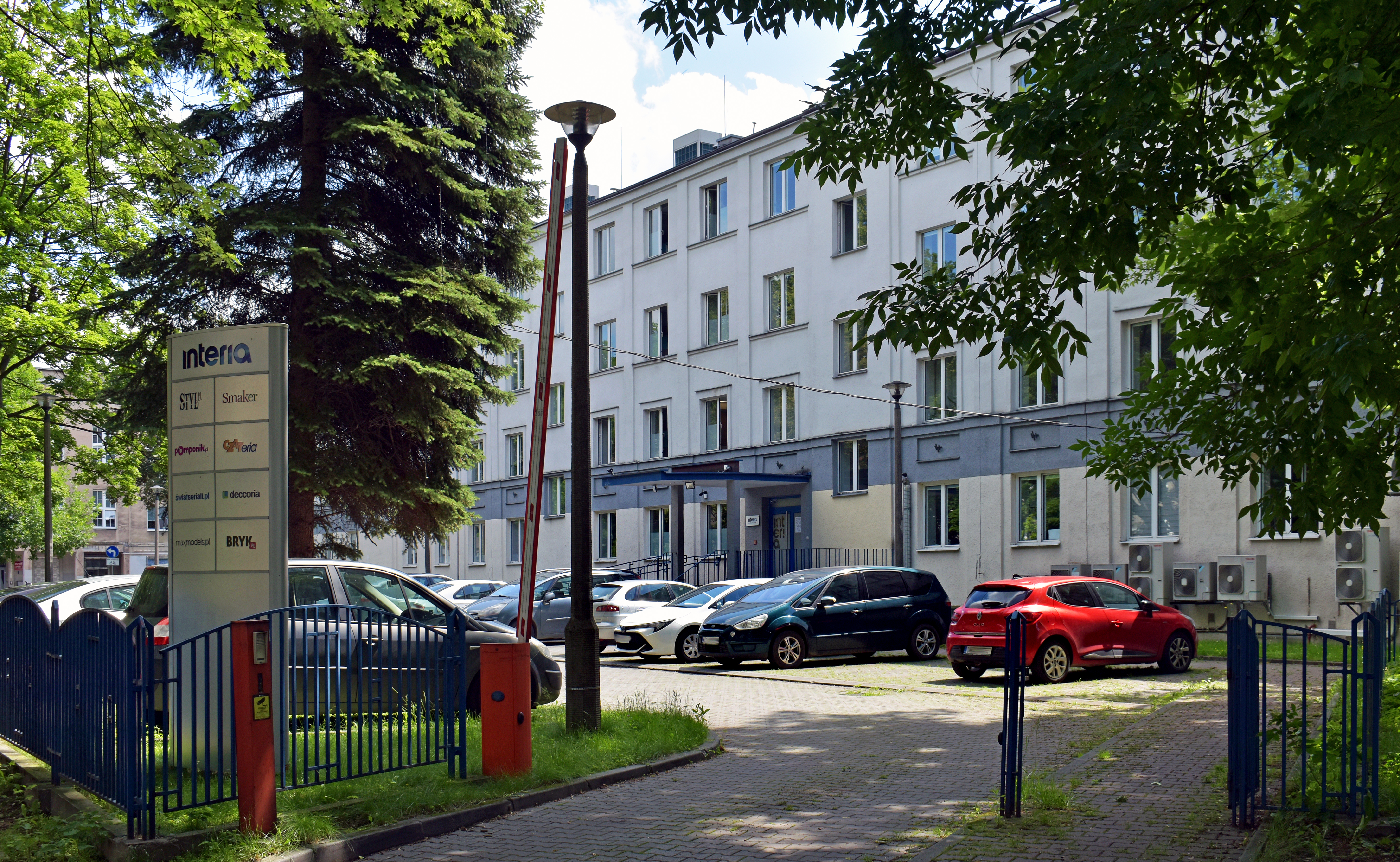
os. Teatralne 9a
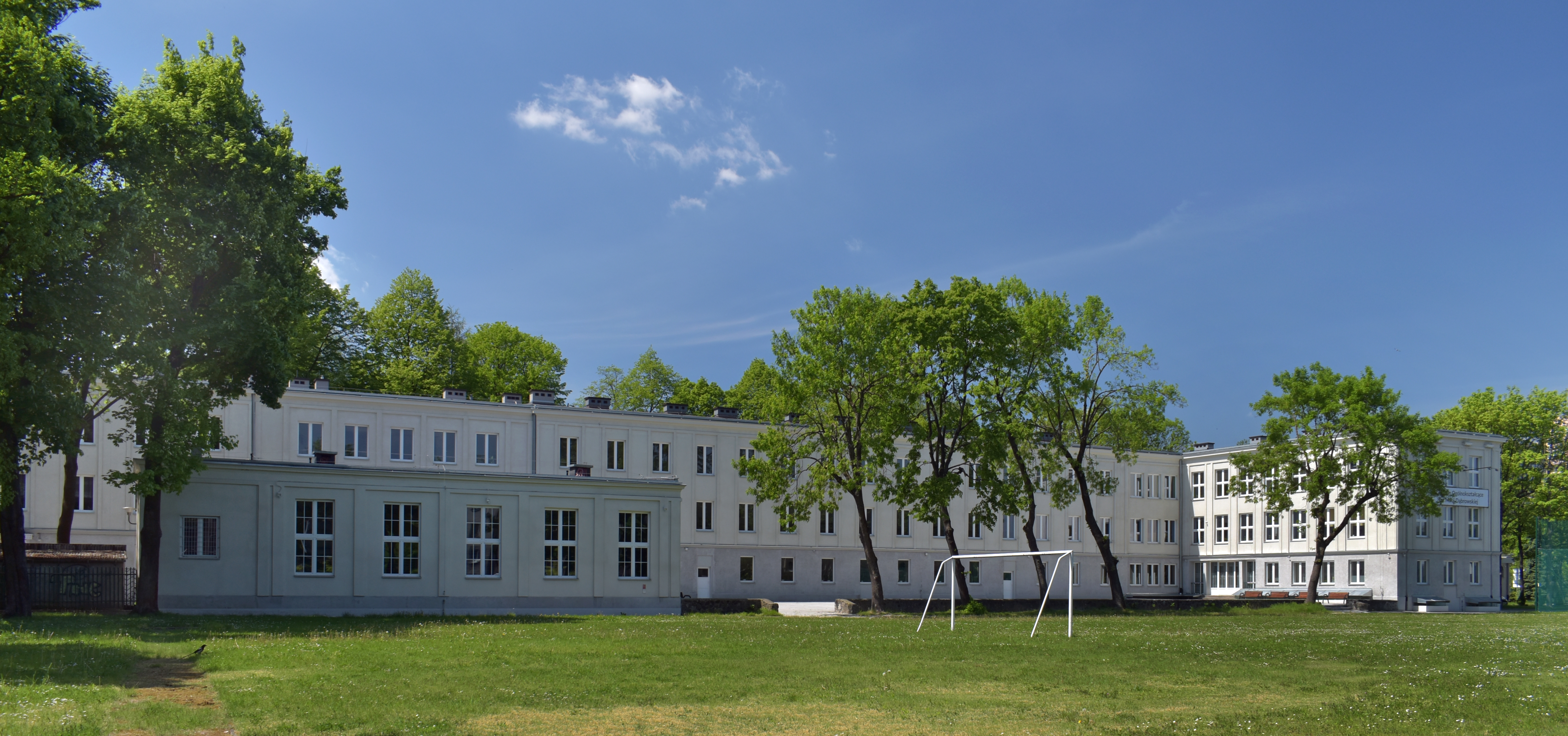
os. Teatralne 33 XI Liceum Ogólnokształcące
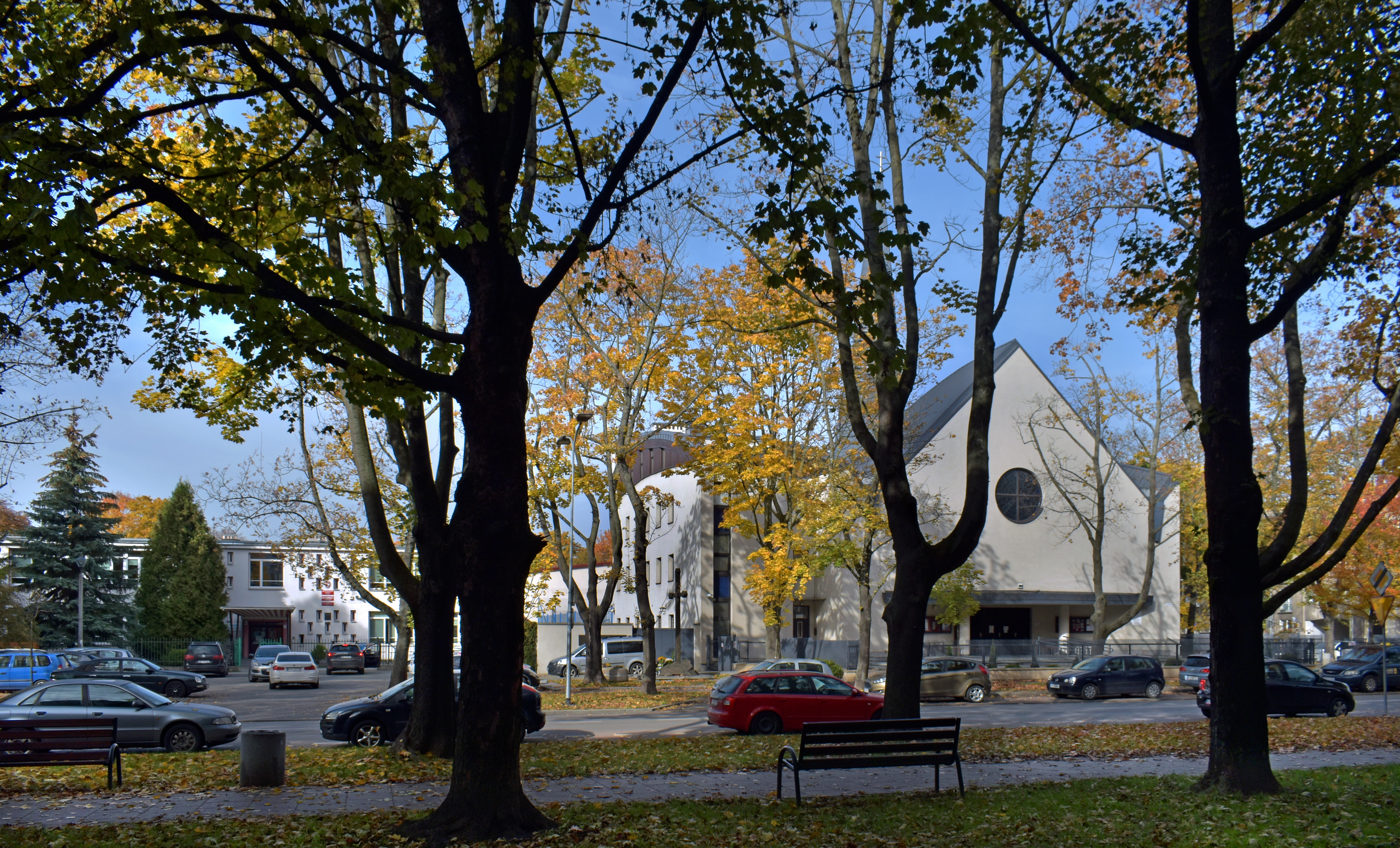
os. Teatralne 35 Szkoła, krzyż i kościół, miejsce "wypadków nowohuckich 1960"
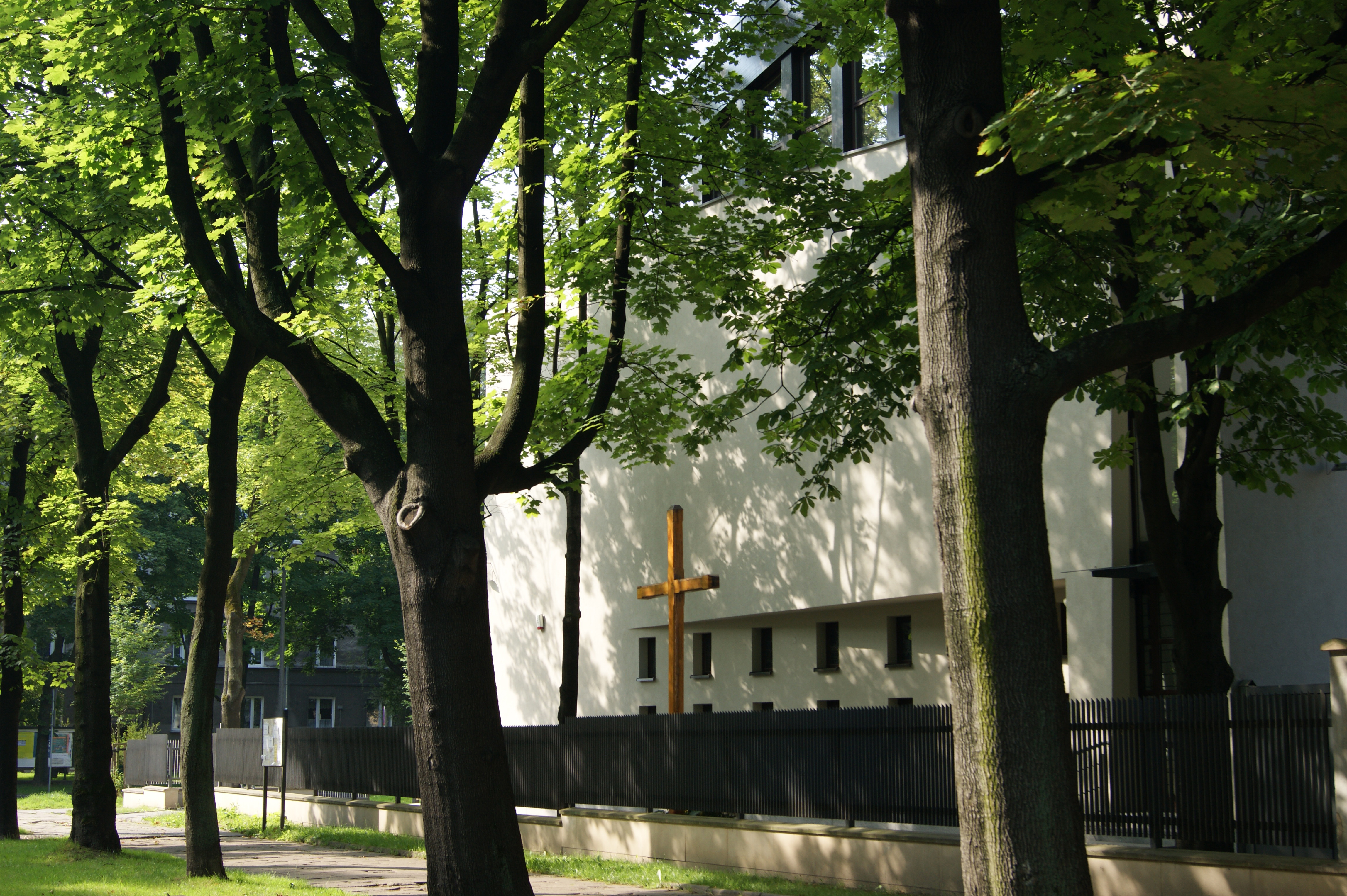
Krzyż Nowohucki (obecnie przy bocznej ścianie kościoła)
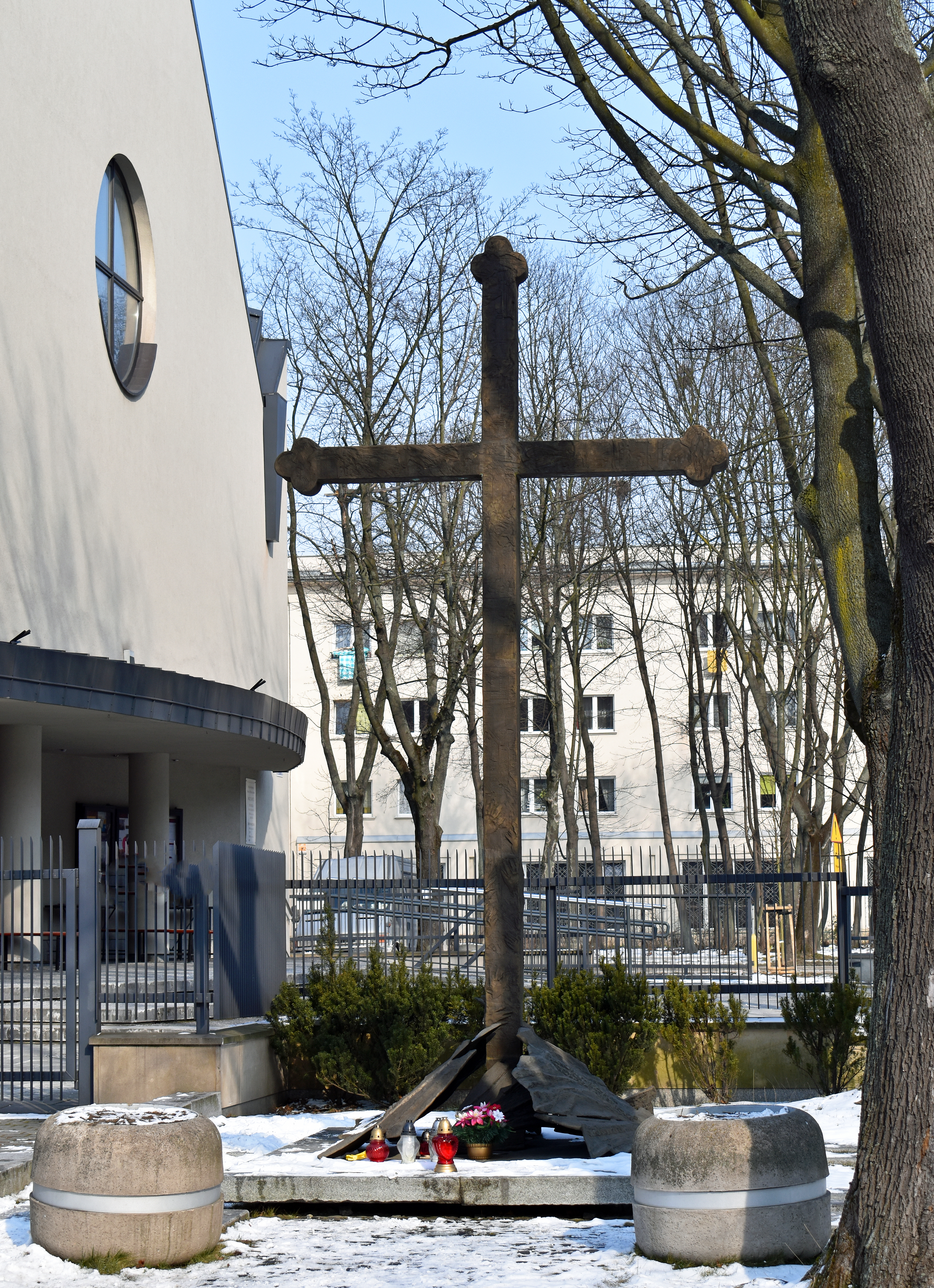
Pomnik Krzyża Nowohuckiego na miejscu gdzie stał oryginalny krzyż
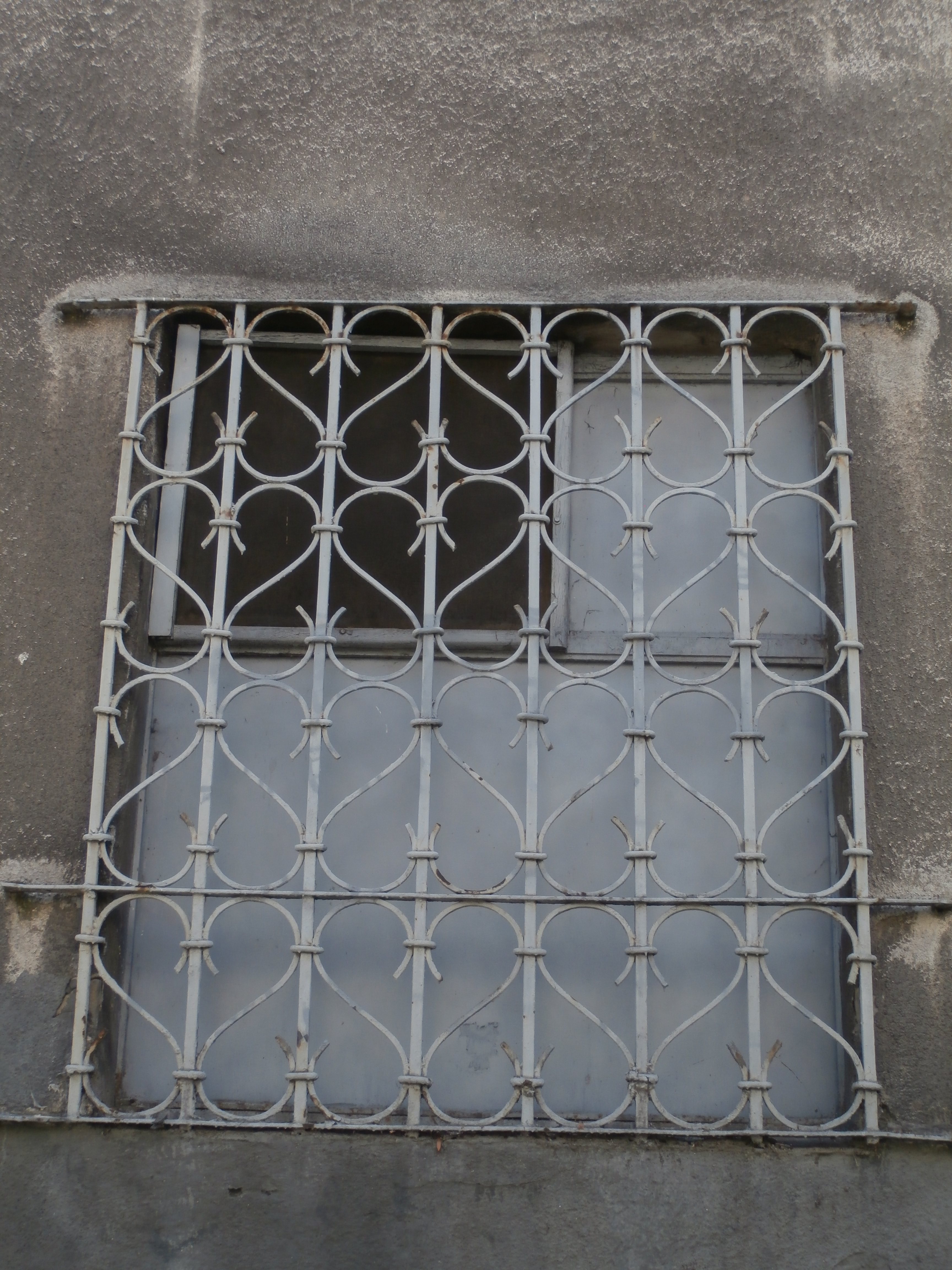
Oryginalna krata w oknie jednego z bloków